# 和田城功
和田 城功（わだ くによし、1978年3月15日 - ）は、神奈川県逗子市出身のプロレスラー。最終所属はリキプロ。身長：174cm、体重：100kg。

## 経歴
六ツ川高校時代は神奈川県のレスリング大会68kg級で3回の優勝を飾り、国体にも出場した。その後、アニマル浜口ジムを経て、長州力が設立したWJプロレスに入団。後継団体となるリキプロでは腰などの怪我で練習に参加できない代わりに主にちゃんこ番を務めていた。長州力の新日本プロレス復帰とともに、長州プロデュースの「LOCK UP」で2007年2月4日にデビュー。2010年1月17日、腰と首のヘルニア、ヒザの故障で新日本プロレス「LOCK UP」で引退。
その後、治療家を目指し、新日本プロレス・三澤威トレーナーのもとで研修を積み、横須賀市のあゆみ鍼灸整骨院に勤務。浜口ジムのレスラー養成クラスにコーチとして参加し、後進の指導もしている。
2015年1月30日、「ケアしてる患者さんに自分の試合を見せたい」と師匠・長州力に断りを入れ、筋ジストロフィー・難病啓発プロレスイベント「ヒーローの力」で現役復帰（松井大二郎戦）。以後、資格を活かしたメディカルトレーナー、セコンドとして様々なプロレス団体をサポートするほか、選手としても参加。

## 人物
- プロレスラーに強い憧れを持ちアマチュアレスリングを始めた。デビュー後はアマチュア時代の古傷に泣かされ、WJ時代は数試合しか試合をしていない。引退の際には「悔いはあります」と答えている[5]。
- 中嶋勝彦がWJのスピンオフ大会「X-1」でデビュー戦を行っているため、和田が唯一のWJのリングでデビューした選手である。

## 得意技
- バックドロップ